# Радіо Еммануїл
Протестантське Радіо Еммануїл або Світле радіо "Еммануїл". Коротка назва – "Світле радіо".
Першу міжконфесійну цілодобову ефірну радіостанцію України створено 2005 року для того, щоб нести людям світло Божої любові.

## Минуле і майбутнє
Радіостанція заснована Віктором Костянтиновичем Радіним і розпочала мовлення 7 червня 2005 року. З 2009 року функціонує самостійно. 
У планах радіостанції – створення всеукраїнської FM-радіомережі "Еммануїл" для мовлення в багатьох містах України.

## Мета радіо
Радіо "Еммануїл" - цілодобове радіо для всієї родини у форматі Божої любові.
Основна мета Світлого радіо – об'єднати всіх християн у молитві і спілкуванні один з одним.
Окрім позицій представників трьох основних християнських конфесій - православних, протестантів і католиків, програмна концепція радіостанції також враховує інтереси людей, які шукають сенсу життя та наближаються до Бога.
Радіо "Еммануїл" підтримує тих, кому сьогодні важко. Це станція, яка дає можливість радіослухачам самим допомагати один одному. 

## Радіо пропонує
- Щогодинні молитви за Україну
- Духовно-просвітницькі та соціальні програми
- Актуальні новини релігійних та громадських організацій
- Інтерактивні передачі з гостями студії
- Поетичні сторінки та літературні програми
- Передачі для дітей
- Різножанрову світлу духовну музику

Програми радіостанції можна не лише слухати, але й бачити. Онлайн-трансляції та відеоверсії програм завжди у доступі на каналі радіо в YouTube: svitleradio

## Програми

### В етері:
- "Відвертість"
- "Вірш бо віриш"
- "Дотик до Істини"
- "Жива надія"
- "Запитання і відповіді по Біблії" (у прямому етері та у запису)
- "Запрошення до Храму"
- "З відкритим сердцем"
- "Каміння"
- "Коментарі до Нового Заповіту" (В. Барклі)
- "Мама без вихідних"
- "Мамина молитва"
- Молитва "Отче Наш"
- "Моя Україна"
- Літературна програма "Натхнення"
- "Надзвичайна посвята"
- "Небесне-земне"
- "Непохитна основа"
- Новий Заповіт
- Новини
- "Обговорення теми дня" (ранковий інтерактив та вечірній повтор)
- "Подорож країною Біблія"
- Проза Тетяни Бугаєць
- Псалом 90
- "Рішення за вами"
- "Роздуми про роздуми"
- "Світлі гості"
- "Світло підтримки"
- "Син Людський"
- Сімейна консультація
- "Слово про Слово"
- Храмова служба
- "Хто має Сина, той має життя"
- "Час слухати Слово"
- "Чиста Діва – Україна"
- "Шановна пані"
- "Щаслива сім'я"

### Нові авторські програми:
- "Долаючи лихо" за сприяння Українського Біблійного товариства
- "Заземлення" за участю Олеся Дмитренка
- "Як вижити – поради психолога" за участю Ксенії Мінаєвої
- "Я і ми – суспільні технології" за участю Наталії Часникової
- "Неньки" за участю Світлани Гончарової

Блоки дитячих програм ідуть о 7:00, о 15:00 та о 19:30.

## Покриття
Радіо покриває своїм сигналом 8 Обласних Центрів 

## Міста мовлення
- Київ — 67,28 УКХ
- Львів —  67,82 УКХ
- Суми —  69,02 УКХ[3]
- Харків —  69,20 УКХ
- Чернівці —  69,26 УКХ [4]
- Запоріжжя —  69,92 УКХ
- Дніпро —  70,37 УКХ[5]
- Чернігів —  70,79 УКХ

## Параметри супутникового мовлення
| Супутник | Транспондер | Частота | Символьна швидкість | Поляризація     | Модуляція | FEC |
| -------- | ----------- | ------- | ------------------- | --------------- | --------- | --- |
| АSTRA 4  | 4.230       | 12284   | 27500               | вертикальна (V) | DVB-S     | 3/4 |

На сайті за адресою m.svitle.org/

### Сторінки в соцмережах
- Радіо Еммануїл у соцмережі «Facebook»
- Радіо Еммануїл  у соцмережі «Instagram»
- Радіо Еммануїл у соцмережі «Твіттер»
- Радіо Еммануїл у месенджері «Telegram»
- Канал в Youtube